# 차의 역사

인도네시아 반둥 찌위데이의 차 플랜테이션

차의 역사(영어: history of tea)는 수천 년 전부터 시작되었으며, 차 문화는 여러 문화권에 분포되어 있다. 차나무(Camellia sinensis)는 동아시아가 원산지이며, 아마도 중국 남서부 및 미얀마 북부의 국경 지대에서 유래한 것으로 추정된다. 최초로 차를 음용한 것은 차를 약용 음료로 소비했던 중국 상나라 시대까지 거슬러 올라간다. 차를 마시는 것에 대한 신뢰할 수 있는 초기 기록은 중국 후한 말의 의사인 화타가 3세기에 쓴 의학 문헌이다. 차는 16세기 초에 중국과 왕래한 포르투갈의 성직자와 상인들을 통해서 서구 세계에 처음으로 알려지게 되었다. 차를 마시는 것은 17세기 영국에서 대중화되었다. 영국은 차에 대한 중국의 독점과 경쟁하기 위해 영국의 인도 식민지에 상업적인 차를 재배하기 시작했다.

## 같이 보기
- 차
- 차나무